# Chiesa di San Marcellino (Firenze)
La chiesa di San Marcellino, conosciuta anche come San Marcellino al Paradiso, è un luogo di culto cattolico che si trova nell'omonima via nella zona sud est del Comune di Firenze nel quartiere di Gavinana verso Bagno a Ripoli.
È dedicata al Santo papa e martire del IV secolo e il suffisso al Paradiso le deriva dalla vicinanza col Convento di Santa Brigida al Paradiso.

## Storia
La prima testimonianza su questa chiesa risale al 1197 quando venne unita al monastero di San Bartolomeo con una bolla di papa Celestino III.
Il 7 agosto 1260 il suo rettore Giunta Accolti, si impegnò a versare 5 staia di grano per il mantenimento dell'esercito fiorentino; a quel tempo la chiesa appariva tra le suffraganee della pieve di Ripoli. Nel XIV secolo il patronato era della famiglia dei Bardi che il 10 giugno 1319 elessero a rettore tale Lapo Ghini. Nel 1357 il patronato passò agli Alberti. Prima della fine del secolo la chiesa venne completamente restaurata dal rettore Francesco Alberti.
Nel 1617 venne rifusa l'antica campana e nel 1690 venne annessa alla badia di Ripoli. Nel 1811 la chiesa venne profanata e nel 1839 venne giudicata in stato rovinoso e che non serve ad alcun uso e perciò venduta a privati.
Da allora a oggi la chiesa ha visto numerosi passaggi di proprietà e gli attuali proprietari l'hanno messa a disposizione della vicina parrocchia.

## Descrizione
L'antica chiesetta è parzialmente nascosta da moderne costruzioni. Consiste in un'aula unica conclusa da un'abside e coperta a tetto.

### Esterno
La facciata è a capanna e sono visibili i segni degli interventi di epoca rinascimentale; nella parte inferiore della facciata sorge il portale in pietra serena, sovrastato da una tettoia e da una monofora tamponata con archivolto in cotto forse di epoca romanica. Il fianco settentrionale è quello meglio visibile e mostra un paramento murario in bozze di arenaria e di calcare disposte a corsi orizzontali.
La tribuna è la parte più interessante dell'edificio; questa parte è sovrastata dal piccolo campanile a vela. Nella tribuna si trova il volume cilindrico dell'abside che presenta una corona effettuata con l'uso di mattoni disposti a dentelli secondo uno stile simile a quello della chiesa dei Santi Apostoli; il vano absidale è aperto da una monofora a doppio strombo con archivolto in cotto.

### Interno
L'interno è coperto con capriate lignee a vista e le pareti sono parzialmente intonacate.